# Jacquemontia anomala
Jacquemontia anomala är en vindeväxtart som beskrevs av O'donell. Jacquemontia anomala ingår i släktet Jacquemontia och familjen vindeväxter. Inga underarter finns listade i Catalogue of Life.